# Åsa Lundegård
Åsa Margit Lundegård, född 6 februari 1965 i Matteus församling i Stockholm, är en svensk författare och chefredaktör på tidskriften M-magasin.
Åsa Lundegård var på 1990-talet skönlitterär författare och frilansade åt tidningen Amelia när den startade 1995. År 2002 blev hon fast anställd redigerare och 2004 redaktionschef på Amelia. År 2007 blev hon chefredaktör för Icakuriren. Hon återvände till Amelia som chefredaktör år 2010 och stannade till 2016, då hon blev chefredaktör för M-magasin.